# Voïvodie de Łódź (1975-1998)
Ne doit pas être confondu avec Voïvodie de Łódź ou Voïvodie de Łódź (1919-1939).
Pour les articles homonymes, voir Łódź (homonymie).
La voïvodie de Łódź (en polonais : województwo łódzkie) était une unité de division administrative et un gouvernement local de Pologne entre 1975 et 1998. 
Son territoire s'étendait sur 1 524 km2 et il est désormais couvert par la nouvelle voïvodie de Łódź, à la suite d'une loi de 1998 réorganisant le découpage administratif du pays.
En 1998, la voïvodie comptait 1 099 700 habitants.
La capitale de la voïvodie était Łódź.

## Gouverneurs de la voïvodie
- Jerzy Lorens – de 1973 à 1978
- Józef Niewiadomski – de 1978 à 1985
- Jarosław Pietrzyk – de 1985 à 1989
- Waldemar Bohdanowicz – de 1989 à 1994
- Andrzej Pęczak – de 1994 à 1997
- Mirosław Marcisz – 1997

## Bureaux de district (Powiat)
Sur la base de la loi du 22 mars 1990, les autorités locales de l'administration publique générale, ont créé 4 régions administratives associant une dizaine de municipalités.
Bureau de district de Łódź
- Gminy

1. Andrespol
2. Brójce
3. Nowosolnak

- Ville

1. Łódź

Bureau de district de Pabianice
- Gminy

1. Pabianice
2. Ksawerów
3. Rzgów

- Villes

1. Konstantynów Łódzki
2. Pabianice

Bureau de district de Zgierz
- Gminy

1. Aleksandrów Łódzki
2. Głowno
3. Ozorków
4. Parzęczew
5. Stryków
6. Zgierz

- Villes

1. Aleksandrów Łódzki
2. Głowno
3. Ozorków
4. Stryków
5. Zgierz

## Villes
Population au 31 décembre 1998 :
- Łódź – 806 728
- Pabianice – 75 008
- Zgierz – 59 015
- Ozorków – 21 813
- Aleksandrów Łódzki – 20 417
- Konstantynów Łódzki – 17 645
- Głowno – 15 858
- Stryków – 3 618